# Edmar Sommerreisser
Edmar Sommerreisser CMM (* 30. Januar 1913 in Ortlfingen; † 25. April 1981 in Lupane, Simbabwe) war ein deutscher römisch-katholischer Ordensmann, Missionar und Märtyrer.

## Leben
Georg Sommerreisser besuchte das Gymnasium der Steyler Missionare in Ingolstadt, wechselte 1932 in die Schule der Mariannhiller Missionare in Reimlingen und machte 1935 Abitur. Dann trat er in den Orden ein, nahm den Ordensnamen Edmar an, studierte katholische Theologie in Würzburg und wurde 1940 zum Priester geweiht. Bis Kriegsende 1945 tat er Wehrdienst als Sanitätssoldat, dann wirkte er in Würzburg im Wiederaufbau. 1949 ging er in die Afrikamission und wurde Kaplan in Bulawayo, Rhodesien (heute: Simbabwe). Ab 1962 wirkte er in verschiedenen Missionsstationen des Landes, ab 1979 in der Mission Regina Mundi in Lupane. Dort wurde er 1981 Opfer eines Raubüberfalls.

## Gedenken
Die Römisch-katholische Kirche in Deutschland hat Edmar Sommerreisser als Märtyrer in das deutsche Martyrologium des 20. Jahrhunderts aufgenommen.